# 五德镇 (石阡县)
五德镇，是中华人民共和国贵州省铜仁市石阡县下辖的一个乡镇级行政单位。

## 行政区划
五德镇下辖以下地区：
京州社区、小鸡公村、大鸡公村、红溪屯村、铺沟村、石阳村、三道拐村、团结村、烂沟村、杉木岭村、桃子园村、七寸坎村、尧寨村、地沟村、回龙村、新华村、仡来村、碧兴村、长兴村、地印村和李家园村。

## 中国传统村落
- 2012年12月，大寨村被评为首批“中国传统村落”。
- 2013年8月，董上村被评为第二批中国传统村落。